# دختر جدید (مجموعه تلویزیونی)
دختر جدید (به انگلیسی: New Girl) مجموعه تلویزیونی کمدی آمریکایی است که از ۲۰ سپتامبر ۲۰۱۱ تا ۱۵ می ۲۰۱۸ از شبکه فاکس پخش می‌شد.
این سریال پس از پخش هشتمین قسمت از فصل هفتم در ۱۵ می ۲۰۱۸ به پایان رسید.

## خلاصه
دختری بنام جس، بعد از جدا شدن از دوست پسر سابقش، برای بازیافتن روحیه اش به مکانی تازه برای زندگی احتیاج دارد. از این رو به خانه ای می‌رود که سه مرد مجرد مستاجران آن هستند. گرچه این سه مرد ابتدا با رفتارهای غیر معمول جس روبرو می‌شوند، اما تصمیم می‌گیرند به او کمک کنند تا دوباره خودش را پیدا کند...